# Sân bay Tenerife Norte
Sân bay Tenerife Norte (IATA: TFN, ICAO: GCXO), tên cũ Sân bay Los Rodeos, là một trong hai sân bay quốc tế trên đảo Tenerife, Tây Ban Nha. Sân bay này có cự ly 11 km theo đường bộ so với Santa Cruz. 
Sân bay này là nơi xảy ra vụ tai nạn tồi tệ nhất trong lịch sử hàng không: 583 hành khách và phi hành đoàn đã thiệt mạng khi chiếc Boeing 747 đang cất cánh thì đâm vào một chiếc máy bay khác đang ở trên mặt đất vào năm 1977.
Trong các tuyến bay tại sân bay này, tuyến bay với Gran Canaria nhộn nhịp nhất với 40 chuyến mỗi tuần.
Năm 2007, sân bay này đã phục vụ 4.125.131 lượt khách với 65.843 lượt chuyến. Tuyến bay có lượng khách nhiều nhất là tuyến với sân bay Madrid với 1 triệu lượt khách mỗi năm.

Bản đồ sân bay Los Rodeos

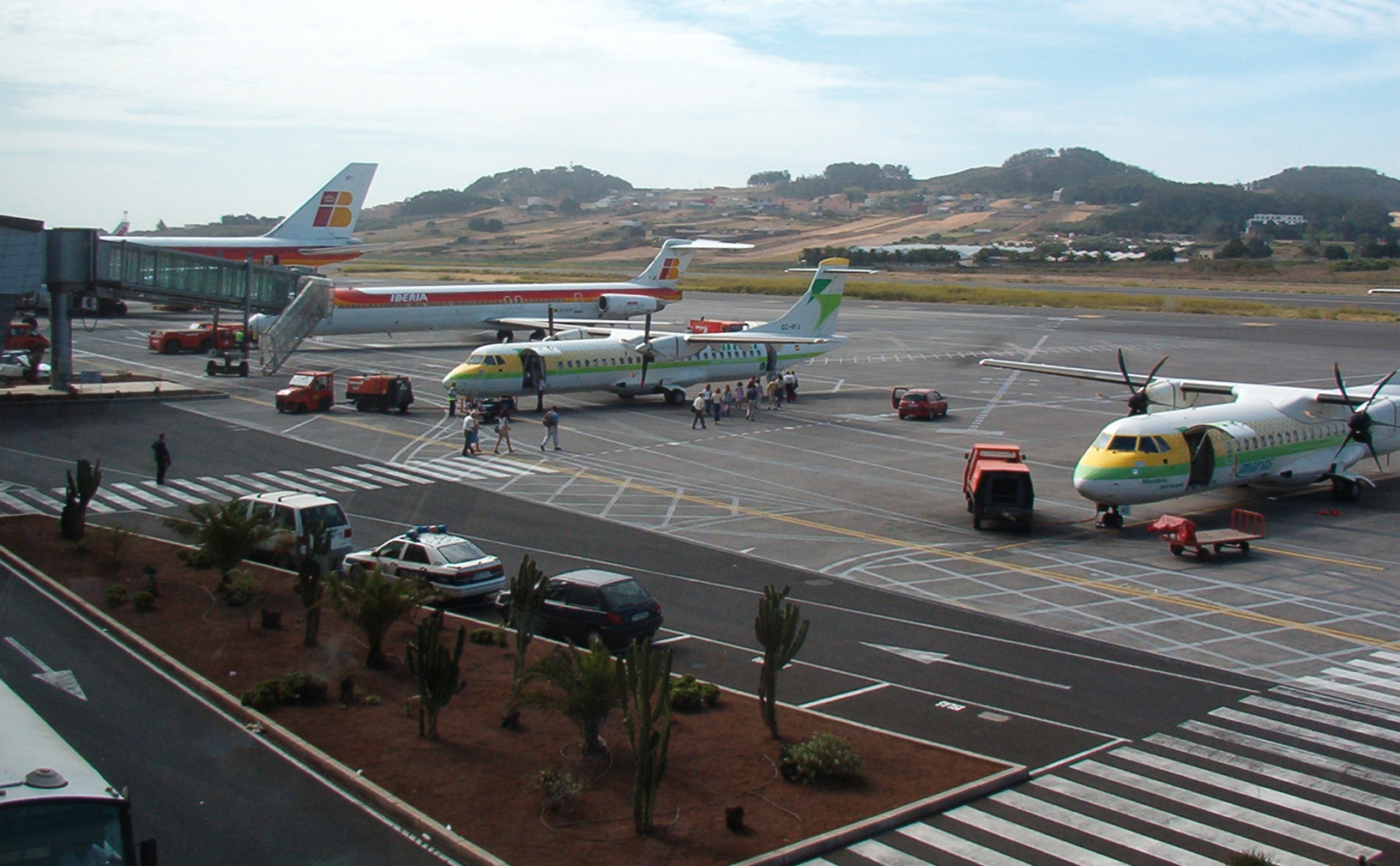
Một góc sân bay

Nhà ga mới được khánh thành năm 2002, có 4 tầng, 12 cổng. Sân bay này bắt đầu phục vụ tuyến quốc tế với tuyến Caracas.

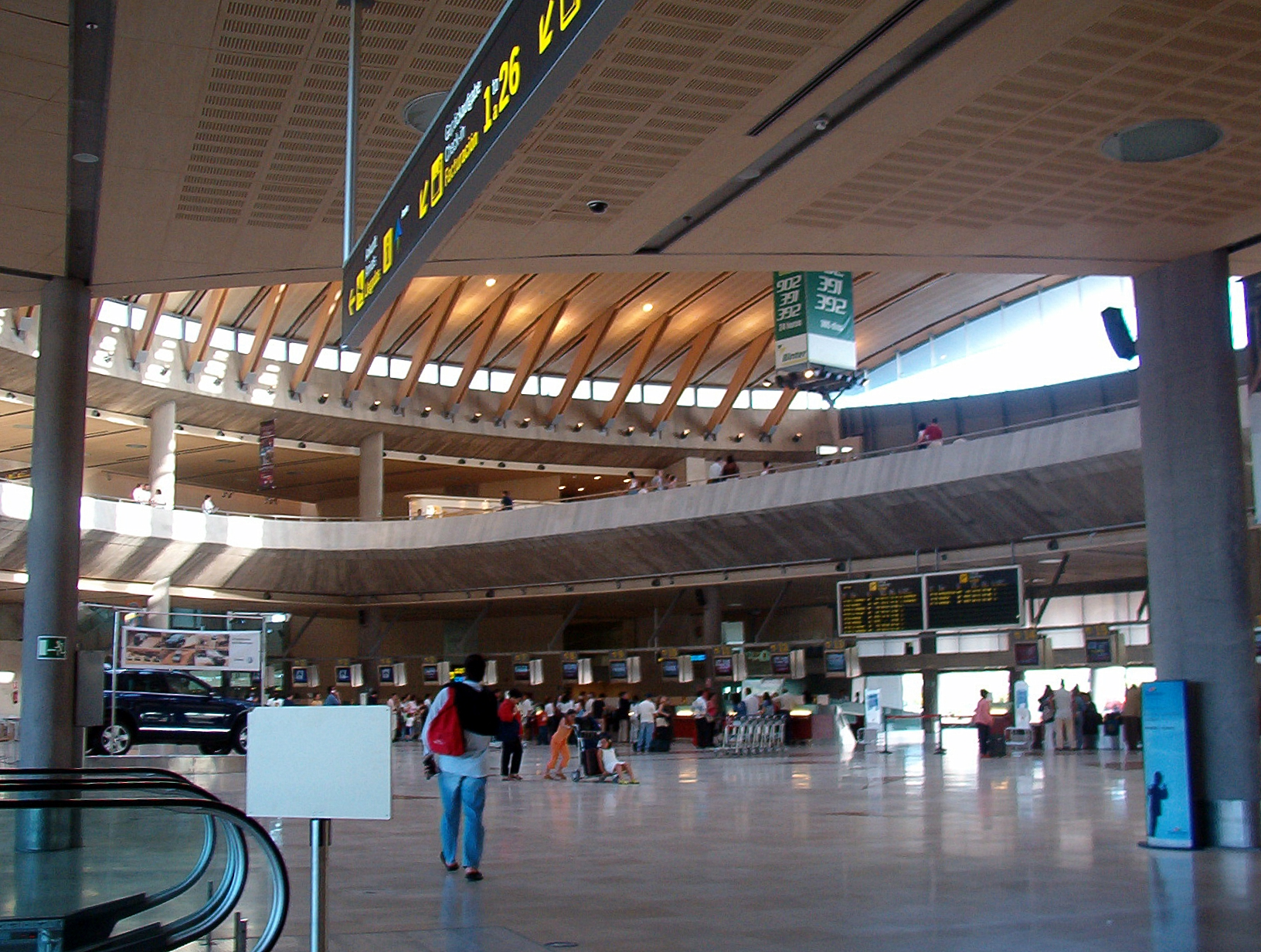
Nhà ga quốc tế mới

## Các hãng hàng không và tuyến bay
- Air Europa (Barcelona, Bilbao, Madrid, Málaga, Miami [bắt đầu từ ngày 27 /6[2]], Seville)
- Binter Canarias (El Hierro, Fuerteventura, La Gomera, La Palma, Lanzarote, Las Palmas de Gran Canaria)
- Finnair (Helsinki)
- Iberia (Madrid)
  - Iberia operated by Air Nostrum (Málaga, Valencia)
- Islas Airways (Fuerteventura, La Palma, Lanzarote, Las Palmas de Gran Canaria)
- Santa Barbara Airlines (Caracas)h
- Vueling Airlines (Madrid, Sevilla)